# نورمن جی. وارن
نورمن جی. وارن (انگلیسی: Norman J. Warren؛ (زادهٔ ۲۵ ژوئن ۱۹۴۲ – درگذشتهٔ ۱۱ مارس ۲۰۲۱) یک کارگردان فیلم و تهیه‌کننده اهل بریتانیا بود.

## فیلم‌شناسی
- میلیونر (۱۹۶۰)
- درندگان (۱۹۷۷)
- ترس (۱۹۷۸)